# El Puesto (Tinogasta)
El Puesto es una localidad del departamento Tinogasta, en el oeste de la provincia argentina de Catamarca. Constituye una comuna del municipio de Tinogasta.
Se encuentra 16 km al norte de la ciudad de Tinogasta a través de la Ruta Nacional 60.

## Geografía

### Población
Cuenta con 451 habitantes (Indec, 2001) lo que representa un incremento del 7,6% frente a los 419 habitantes (Indec, 1991) del censo anterior.